# مبلمان آرت ون
شرکت مبلمان آرت ون (به انگلیسی: Art Van Furniture Inc.) یک فروشگاه زنجیره‌ای خرده‌فروشی مبلمان آمریکایی بود که دارای فروشگاه‌هایی در سراسر غرب میانۀ ایالات متحدۀ آمریکا بود. این شرکت در سال ۱۹۵۹ میلادی تأسیس شد و دفتر مرکزی آن در وارن، میشیگان قرار داشت و در اوج خود بزرگترین خرده‌فروش مبلمان در غرب میانه بود. در سال ۲۰۲۰ میلادی، این شرکت اعلام ورشکستگی کرد و تمام فروشگاه‌های خود را تعطیل کرد.